# ثيودور نوفينز
ثيودور نوفينز (17 فبراير 1908 في ماليناس – 21 ديسمبر 1974) لاعب كرة قدم بلجيكي راحل كان يجيد اللعب في خط الدفاع .
في سنة 1923 انضم إلى نادي نوفينز رويال ميتشيلين في عمر السابعة عشر ولعب خلال هذه السنة أولى مبارياته في الدرجة الأولى . على الرغم من مشاركته أساسيا إلا أنه فشل في انقاذ الفريق من الهبوط إلى الدرجة الثانية ولكن سرعان ما عاد إلى الدرجة الأولى من خلال أول موسم . في سنة 1937 هبط الفريق مجددا إلى الدرجة الثانية واستمر نوفينز معه حتى نهاية مسيرته الرياضية في سنة 1942 . في المجموع لعب 287 مباراة رسمية مسجلا 34 هدف .
بالإضافة إلى زميله في النادي يان ديدينز فقد كان يشارك دوما مع منتخب بلجيكا ما بين 1928 إلى 1933 حيث لعب 23 مباراة دولية من دون أن ينجح في تسجيل أي هدف . في سنة 1930 شارك في بطولة كأس العالم التي أقيمت في الأوروغواي .

## روابط خارجية
- ثيودور نوفينز على موقع الاتحاد الدولي (مؤرشف)  (الإنجليزية)
- ثيودور نوفينز على موقع الاتحاد البلجيكي (الإنجليزية)
- ثيودور نوفينز على موقع قاعدة بيانات كرة القدم.إي يو (الإنجليزية)
- ثيودور نوفينز على موقع ناشيونال فوتبول تيمز (الإنجليزية)
- ثيودور نوفينز على موقع عالم كرة القدم.نت (الإنجليزية)